# Shirley Walker
Shirley Walker (ur. 10 kwietnia 1945 w Napa, Kalifornia, zm. 29 listopada 2006 w Reno, Nevada) – amerykańska kompozytorka i dyrygentka. Była jedną z niewielu kompozytorek muzyki filmowej. 
Stworzyła muzykę do wielu filmów, m.in. seria Oszukać przeznaczenie, Wspomnienia niewidzialnego człowieka, Willard, Krwawe święta oraz seriali: Falcon Crest, Gwiezdna eskadra, China Beach, The Flash. Przy tym ostatnim współpracowała z Dannym Elfmanem, z którym pracowała wspólnie nad wieloma produkcjami (Wigilijny show, Batman). Była członkiem, oraz wiceprzewodniczącym Społeczności Kompozytorów i Liryków (The Society of Composers & Lyricists).
Przed śmiercią pracowała nad muzyką do filmu opartego na komiksie Darwyna Cooka DC: The New Frontier.
Shirley Walker zmarła 29 listopada 2006 roku z powodu komplikacji spowodowanych udarem mózgu, którego doświadczyła dwa tygodnie przedtem.

## Dorobek
- Krwawe święta (2006)
- Oszukać przeznaczenie 3 (2006)
- Willard (2003)
- Oszukać przeznaczenie 2 (2003)
- Oszukać przeznaczenie (2000)
- Batman: Maska Batmana (1993)
- Wspomnienia niewidzialnego człowieka (1992)